# Socha svatého Jana Nepomuckého (Staré Ždánice)
Barokní pískovcová socha svatého Jana Nepomuckého se nalézá u mostu přes Opatovický kanál v obci Staré Ždánice v okrese Pardubice. Sochu nechal postavit místní mlynář v roce 1740 a socha je od roku 1958 chráněna jako nemovitá kulturní památka ČR.

## Popis
Socha svatého Jana Nepomuckého stojí na hranolovém soklu s profilovanou patkou a zakončeném vrchní profilovanou římsou. Na přední straně soklu se nalézá reliéf Panny Marie s Ježíškem v paprscích. Na zadní straně soklu je nápis: K OSLAWENI / SWATÉHO JANA / NEPOMUCKÉHO/ Z POBOŽNOSTI / DAL POSTAVIT / WACSLAW CAREL CHUDOBA / MINARZ ŽDANSKÝ/ 1740.
Na profilované římse stojí na menším soklu samotná socha světce oděného v bohatě zřasený oděv. Světec má hlavu s biretem nakloněnu napravo a dívá se na kříž s korpusem Krista, který drží v pravé ruce. Kolem hlavy má svatozář s pěti hvězdami.